# Звонарёв, Степан Демидович
Степан Демидович Звонарёв (1916—1959) — младший лейтенант Рабоче-крестьянской Красной Армии, участник Великой Отечественной войны, Герой Советского Союза (1944).

## Биография
Степан Звонарёв родился в 1916 году в деревне Березницы (ныне — Сандовский район Тверской области). После окончания средней школы работал в ветеринарной лечебнице. В 1937—1940 годах Звонарёв проходил службу в Рабоче-крестьянской Красной Армии. В июне 1941 года он был повторно призван на службу. Участвовал в боях под Ленинградом; три раза был ранен. К июню 1944 года гвардии сержант Степан Звонарёв был помощником командира взвода 192-го гвардейского стрелкового полка 63-й гвардейской стрелковой дивизии 23-й армии Ленинградского фронта. Отличился во время боёв на Карельском перешейке.
10 июня 1944 года Звонарёв одним из первых ворвался во вражескую траншею. Когда в бою погиб командир взвода, он заменил его собой. Под его руководством взвод очистил окопы от противника и уничтожил несколько пулемётов. Вскоре из строя выбыл командир роты, и тогда Звонарёв принял командование подразделением на себя. Он атаковал вражескую артиллерийскую батарею, разгромив её личный состав и захватив 4 150-мм орудия. Только за два дня боёв рота Звонарёва продвинулась на 18 километров в глубь вражеской обороны.
Указом Президиума Верховного Совета СССР от 21 июля 1944 года за «образцовое выполнение боевых заданий командования в боях на Карельском перешейке и проявленные при этом мужество и героизм» гвардии сержант Степан Звонарёв был удостоен высокого звания Героя Советского Союза с вручением ордена Ленина и медали «Золотая Звезда» за номером 4557.
17 сентября 1944 года Звонарёв получил тяжёлое ранение. После длительного лечения в звании младшего лейтенанта он был уволен в запас. Вернулся в родную деревню, работал председателем колхоза. Умер 26 октября 1959 года, похоронен в деревне Лукино Сандовского района.
Был также награждён орденом Красной Звезды и рядом медалей.